# خودروی هیدروژنی

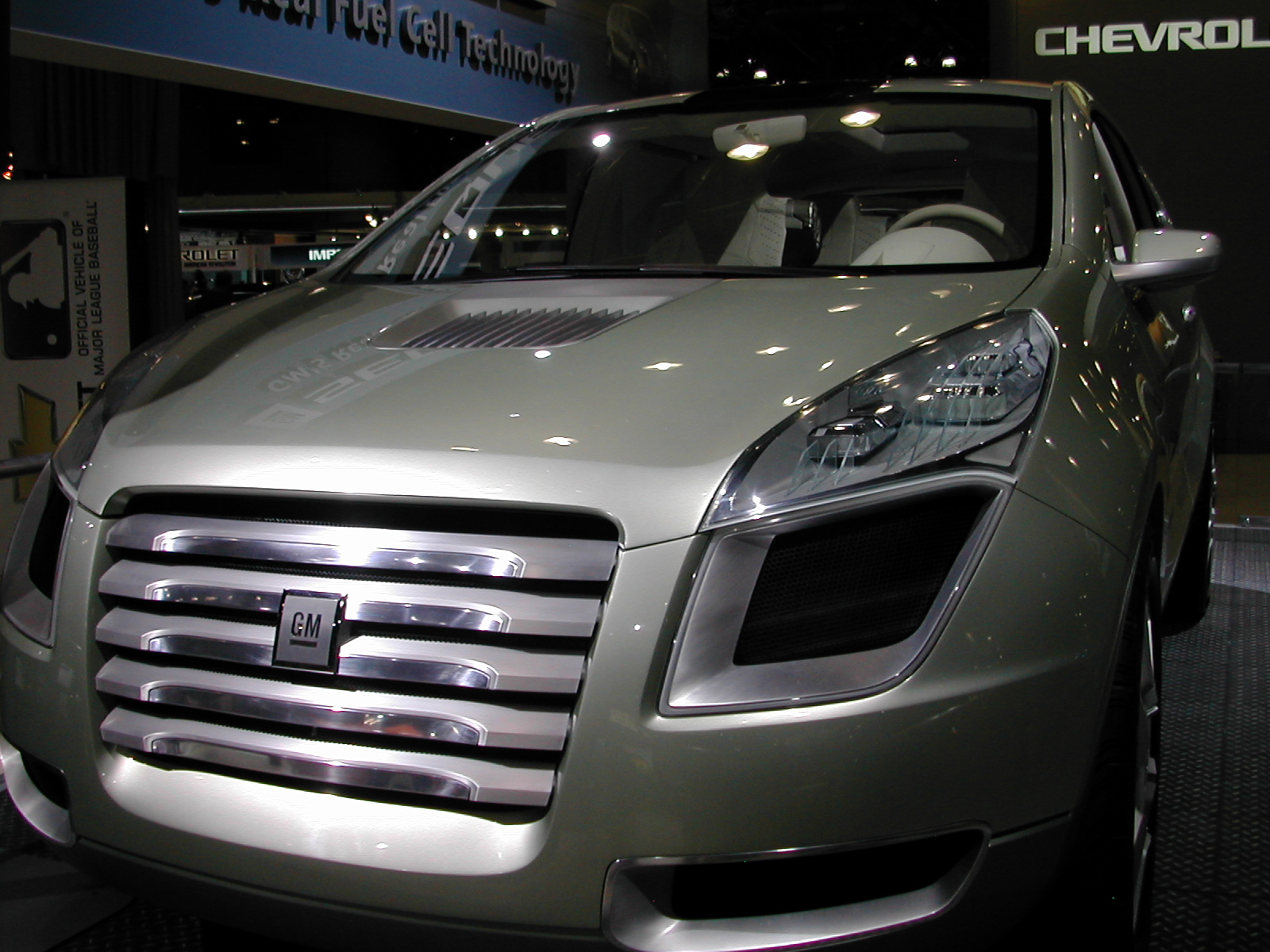
خودروی هیدروژنی محصول جنرال موتور

خودرو هیدروژنی (انگلیسی: Hydrogen vehicle) به وسایل نقلیه ای اطلاق می‌شود که از هیدروژن به عنوان سوخت مصرفی برای تولید نیروی محرکه موتور استفاده می‌کند. موتورهای هیدروژنی در وسایل پرتاب راکت‌های فضایی، خودروها و سایر وسایل نقلیه مورد استفاده قرار می‌گیرند. موتور خودروهایی هیدروژنی انرژی شیمیایی هیدروژن را به انرژی مکانیکی تبدیل کرده یا با سوزاندن هیدروژن در یک موتور درون‌سوز این نیرو را تأمین می‌نمایند. گونه ای دیگر از موتورهای هیدروژنی نیز از طریق واکنش هیدروژن با اکسیژن در یک سلول سوخت، نیروی مورد نیاز موتورهای الکتریکی را تأمین می‌کند. استفاده گسترده از هیدروژن برای سوخت رسانی در حمل و نقل، بعنوان یکی از عناصر کلیدی در اقتصاد هیدروژن بشمار می‌آید.